# Carmel (Maine)
Carmel és una població dels Estats Units a l'estat de Maine (EUA). Segons el cens del 2000 tenia 2.416 habitants.

## Demografia
Segons el cens del 2000, Carmel tenia 2.416 habitants, 932 habitatges, i 707 famílies. La densitat de població era de 25,5 habitants per km².
Dels 932 habitatges en un 37,7% hi vivien nens de menys de 18 anys, en un 62,6% hi vivien parelles casades, en un 8,5% dones solteres, i en un 24,1% no eren unitats familiars. En el 16,4% dels habitatges hi vivien persones soles el 6,2% de les quals corresponia a persones de 65 anys o més que vivien soles. El nombre mitjà de persones vivint en cada habitatge era de 2,59 i el nombre mitjà de persones que vivien en cada família era de 2,89.
Per edats la població es repartia de la següent manera: un 26% tenia menys de 18 anys, un 6,6% entre 18 i 24, un 32,9% entre 25 i 44, un 24,9% de 45 a 60 i un 9,6% 65 anys o més.
L'edat mediana era de 38 anys. Per cada 100 dones de 18 o més anys hi havia 95,4 homes.
La renda mediana per habitatge era de 37.645 $ i la renda mediana per família de 41.474 $. Els homes tenien una renda mediana de 31.354 $ mentre que les dones 21.176 $. La renda per capita de la població era de 15.597 $. Entorn del 9,8% de les famílies i l'11,4% de la població estaven per davall del llindar de pobresa.